# ぼくは大きな石ころさ
「ぼくは大きな石ころさ」（ぼくはおおきないしころさ）は、日本の楽曲。作詞・作曲：ザ・クアトロ、編曲：三枝成章、歌：財津一郎。
1982年2月 - 3月、NHKの『みんなのうた』で紹介。大きな石ころに小鳥・ちょうちょ・燕・蛙・蝉・キリギリスが登場する歌。アニメーションは佃公彦の担当。
なお財津一郎は2023年に死去したため、『みんなのうた』出演は本曲が唯一。
放送されて7ヶ月後の1982年10月 - 11月に初再放送、1年1ヶ月後の1983年12月 - 1984年1月にも再放送、そして19年7ヶ月後の2003年8月 - 9月にも再放送された。